# Франсіс Жийо
Франсіс Жийо (фр. Francis Gillot, нар. 9 лютого 1960, Мобеж) — французький футболіст, захисник. По завершенні ігрової кар'єри — футбольний тренер.

## Ігрова кар'єра
Вихованець футбольної школи «Вілле-Сір-Ніколь», в якій займався з 10-річного віку. В 14 років потрапив до клубної системи «Валансьєнна», за головну команду якого згодом розпочав професійну футбольну кар'єру. Провів за команду з Валансьєнна майже 100 матчів французької першості.
1982 року уклав контракт з «Лансом», у складі якого провів наступні шість років своєї кар'єри гравця.  Більшість часу, проведеного у складі «Ланса», був основним гравцем захисту команди.
Протягом 1988—1989 років захищав кольори команди клубу «Страсбур».
З 1989 року знову, цього разу чотири сезони захищав кольори команди клубу «Ланс».  Граючи у складі «Ланса» також здебільшого виходив на поле в основному складі команди.
1993 року провів 5 матчів за «Мюлуз». Завершив професійну ігрову кар'єру у клубі нижчої ліги «Монтобан», за команду якого виступав протягом 1993—1996 років.

## Кар'єра тренера
Розпочав тренерську кар'єру, повернувшись до футболу після невеликої перерви, 2005 року, очоливши тренерський штаб клубу «Ланс». Надалі, протягом 2008–2011 років очолював команду клубу «Сошо».
З 6 червня 2011 року очолював тренерський штаб «Бордо». Привів команду до перемоги у розіграші Кубка Франції 2012/13. Наприкінці травня 2014 року залашив клуб з Бордо.
Протягом 2015 року працював у Китаї, де тренував «Шанхай Шеньхуа». 1 червня 2017 року очолив тренерський штаб «Осера», звідки був звільнений вже у грудні того ж року.

## Титули і досягнення
- Володар Кубка Франції (1):

«Бордо»: 2012-13